# Чудомир
 Тази статия е за българския писател.  За селото в Североизточна България вижте Чудомир (село).  
Димитър Христов Чорбаджийски (1890 г. – 1967 г.), известен с псевдонима си Чудомир, е български писател хуморист, художник и краевед.

## Биография
Той е седмото от осем деца в семейството на Мария Дончева и хаджи Христо Георгиев Чорбаджийски. През 1901 г. завършва началното си образование в родното си село Турия, а през 1904 г. – прогимназия в Казанлък. Намеренията на бащата са синът да стане офицер или търговец; майката на Чудомир го подкрепя в желанието му да се занимава с рисуване. За този избор и за плановете на бащата разказва самият писател в своята автобиография:
| „ | Във Военното училище приемаха само синове на богатите и въпреки че в село имахме голям двор, не ме признаха за дворянин и отказаха да ме приемат. За свещеник също не ме харесаха, въпреки че ядях блажно през пости и вече нарушавах някои от десетте божи заповеди. Тогава той реши да ме направи бакалин, но като се увери, че съм раздавал стоки повече на вересия и везните се наклонявали все в полза на клиента, отчаял се съвсем. Тогава реших да постъпя в Рисувалното училище... | “ |

До 16-годишна възраст учи в старозагорската гимназия „Иван Вазов“. През 1913 г. завършва четирите курса на Държавното художествено училище в София (мобилизиран по време на Балканската война), но се дипломира едва през 1919 г. във връзка с мобилизацията в Първата световна война. Учебният процес го сближава с Георги Машев, който го запознава с Димчо Дебелянов и Людмил Стоянов.
През 1921 г. се жени за своята колежка – художничката Мара Нонова. В периода 1920 – 1932 г. работи като гимназиален учител в Казанлък.
През 1932 г. се налага Чудомир да напусне учителското си място (по онова време действа закон, според който единият от семейните учителски двойки е трябвало да напусне държавната работа). Чудомир е поканен да поддържа хумористичната страница на вестник „Зора“. Тази дейност се изразява в изпращането на няколко разказа и карикатури месечно и продължава до 1940 г., когато Чудомир пише писмо до главния редактор на вестника, с което заявява оттеглянето си: „Настъпи период на преоценка на ценностите. Не съм съгласен с политиката на в. „Зора“. Не съм доволен от постигнатото. Изобщо гражданинът Димитър Чорбаджийски не може повече да понася твореца Чудомир.“
През 1929 – 1930 г. отива на специализация в Париж: командирован е „да се запознае с методиката и пропедевтиката“ по рисуване в парижките училища. Престоява известно време и във Виена. През 1937 г. пътува до Рим, Венеция и Римини.
От 1938 г. е член на Върховния читалищен съвет, а през 1966 г. става народен представител в Петото народно събрание от район Павел баня. Става заслужил деятел на изкуството през 1965 г., а на 23 май 1967 г. получава званието народен деятел на културата.
Няколко дни преди смъртта си Чудомир предава на Серафим Северняк свитък с листове – „Драсканици в болницата“, включени в книгите „Избрани разкази“ (1967), „Под шарената черга“ (1981) и др. Там с привичното си чувство за хумор Чудомир отбелязва: „Стари и добри мои приятели и другари, не съм се съмнявал ни за минута, че няма сърдечно да ме изпратите до „вечното ми жилище“, ако не вали дъжд.“. Една друга мисъл от същите записки вероятно може да бъде свързана с неговия избран край: „След като ме оперираха, доста време не можах да се обръсна и ми поникна бяла брада, та като се погледнах в огледалото, бях приятно изненадан, че приличам на Хемингуей. Ех, да имах и пушката му...“.
На 26 декември 1967 г. в София се самоубива като скача през балкона на третия етаж в болницата, в която се лекува. Два дни по-късно казанлъчани и хора, дошли от цяла България, изпращат Чудомир в последния му път. Погребват го по негово желание в градинката пред къщата му.
В едно писмо до Константин Щъркелов Чудомир пише:
| „ | Помъчих ли се да отразя епохата? Донесох ли полза на народа си? След тая ужасна борба на живот и смърт между двата противоположни свята къде сме ние? На чия сме страна? Кому помагаме чрез изкуството си? | “ |

## Псевдоними
През юношеските си години получава своя прякор Чудомир, който по-късно използва и като псевдоним. По думите на автора той и неговите връстници често попадат на обявления за награда за информация, свързана с обявените за държавно издирване дейци на ВМОРО Яне Сандански и Чудомир Кантарджиев. Между последния и младия Димитър е открита комична прилика, която пръв забелязва неговият съселянин Дянко Фурнаджията и му прикачва прякора Чудомир.
Димитър Чорбаджийски е използвал и други псевдоними: Брей, Два пъти фан, Фанфан, Дели Димо, Ер малък, Ъ, Максим Гладний, Оскар Бум, Пилот, Мария Василева, Сечко-Бечко, Стрелец, Фанко Фтичката, Чанка-Чунга, Шлук и Яу, Яу, Ч., Чуд. и др.

## Литературна дейност
Първите му изяви в печата датират от 1907 г., когато негови карикатури и римувани злободневки биват публикувани във всекидневника на Михалаки Георгиев „Балканска трибуна“; после следват първите му фейлетони, разкази, епиграми, публикувани от списанията „Барабан“, „Въртокъщник“, „Остен“, „Жило“, „Червен смях“, както и от вестниците „Слово“, „Зора“, „Искра“ (Казанлък) и др. Чудомир придобива голяма популярност чрез кратките си хумористични разкази – те не слизат от читалищните сцени, а книгите му за кратко време претърпяват многобройни издания:
- Не съм от тях (1935)
- Нашенци (1936)
- Аламинут (1938)
- Кой както я нареди (1940)
- Консул на Голо бърдо (1947)
- Избрани произведения (1949, много преиздания)
- Пестете ни времето! (1969)
- Съчинения в 3 тома (1970)
- Събрани съчинения в 6 тома (2013)
- Юбилеен сборник „Чудомир и нашето съвремие“ (2015)

Произведенията на Чудомир са преведени на румънски, руски, словашки, сръбски, чешки и други езици.

## Чудомир като художник
В своя очерк за Чудомир Серафим Северняк споделя, че от лични разговори знае, че Чудомир винаги се е считал първо за художник и после писател. Своето твърдение авторът подкрепя с факта, че, с изключение на ранния вестникарски период в София, когато Чудомир е „пописвал“ стихчета и проза, до 30-те години на XX век, т.е. до навършване на четиридесет години, Чудомир е бил преди всичко художник.
В ранните си години се занимава с рисуването на карикатури за столичните вестници и списания.
След края на Първата световна война, когато Чудомир се установява в Казанлък, той провежда своята първа самостоятелна изложба с рисунки и карикатури (1925 г.). Втората му самостоятелна изложба се състои отново в Казанлък – през 1926 г. Във всекидневника „Зора“, на който е редовен сътрудник, са публикувани множество негови рисунки на политическа и социална тематика.
През 1937 г. Чудомир участва в националната изложба на карикатуристите заедно с Александър Божинов, Александър Добринов, Илия Бешков, Стоян Венев. През същата година гостува на Белградската картинна галерия на карикатуристите.
Най-известните си произведения в изобразителното изкуство той представя през последните години на живота си. Серията картини е наречена „Нашенци“ и включва предимно акварели, рисувани в периода между 1932 г. и 1960 г. Третата му самостоятелна изложба включва произведения именно от този цикъл – тя е представена през 1965 г. в Стара Загора, Казанлък и Габрово, а през 1967 г. – в Пловдив.
За героите на Чудомир Серафим Северняк пише, че те не са никога само точилар или само запасен подофицер, само къщен лъв, или само еснафка, а винаги са и още нещо, което може да се обозначи с понятия като наивност или доброта, озлобление или отчаяние, вятърничев оптимизъм или безнадежност.

## Краеведство
През 1924 г. Чудомир започва да сътрудничи на музея при читалище „Искра“ в Казанлък, който е основан от Петър Топузов. В периода 1930 – 1958 г. той е уредник и директор на краеведическия музей „Искра“ и 14 години работи на обществени начала.
Чудомир е един от основателите на казанлъшкия вестник „Казанлъшка искра“.

## Памет
В къщата на Чудомир и Мара Чорбаджийски се помещава Литературно-художествен музей „Чудомир“, който е общински културен институт с утвърдено влияние и с респектираща културна и издателска дейност.
Още през 1969 г. е учредена национална награда за хумористичен разказ на името на Чудомир. Наградата се присъжда всяка година година в рамките на Чудомировите празници, които се провеждат на рождения ден на писателя – 25 март.
На Чудомир е наречена улица в квартал „Надежда II“ в София (Карта).

## Галерия
- Литературно-художествен музей „Чудомир“, Казанлък
- Литературно-художествен музей „Чудомир“, Казанлък
- Бащата и майката на Чудомир
- Чудомир и Мара в Банкя, 1929
- Сестра му Неда, майка му и Чудомир 1921 г. Вдясно – Мара
- Чудомир на изложба на Константин Щъркелов
- Посмъртната маска на Чудомир
- Посмъртна маска на Чудомир в музея в Казанлък
- Гробът на Чудомир